# Geschiedenis van Sofia
Dit artikel beschrijft de geschiedenis van Sofia, de Bulgaarse hoofdstad.

## Oudheid

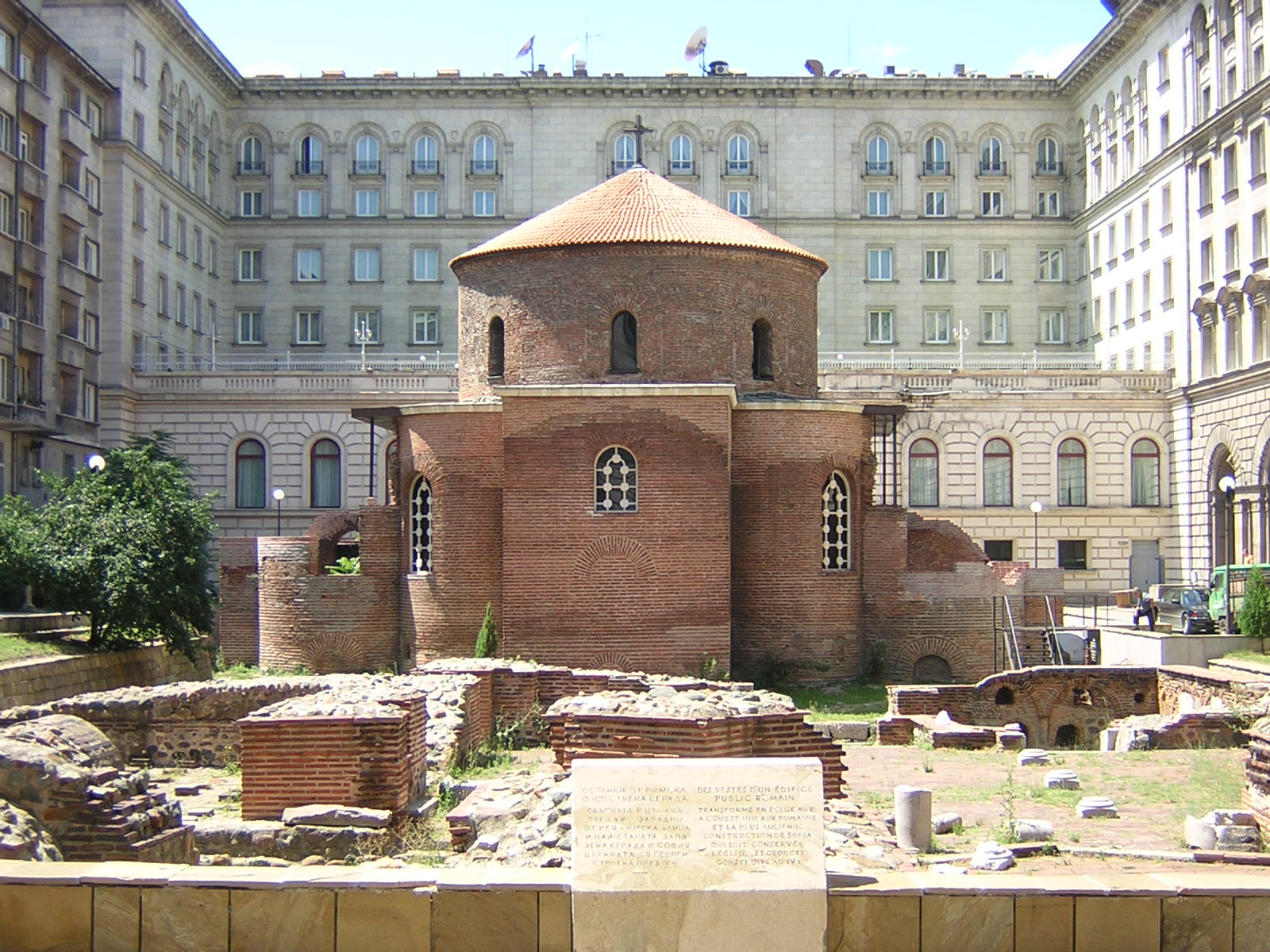
De Sint-Joriskerk is gebouwd in de late oudheid.

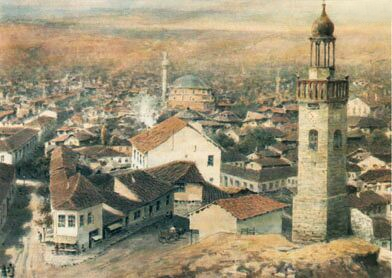
Sofia halverwege de 19e eeuw

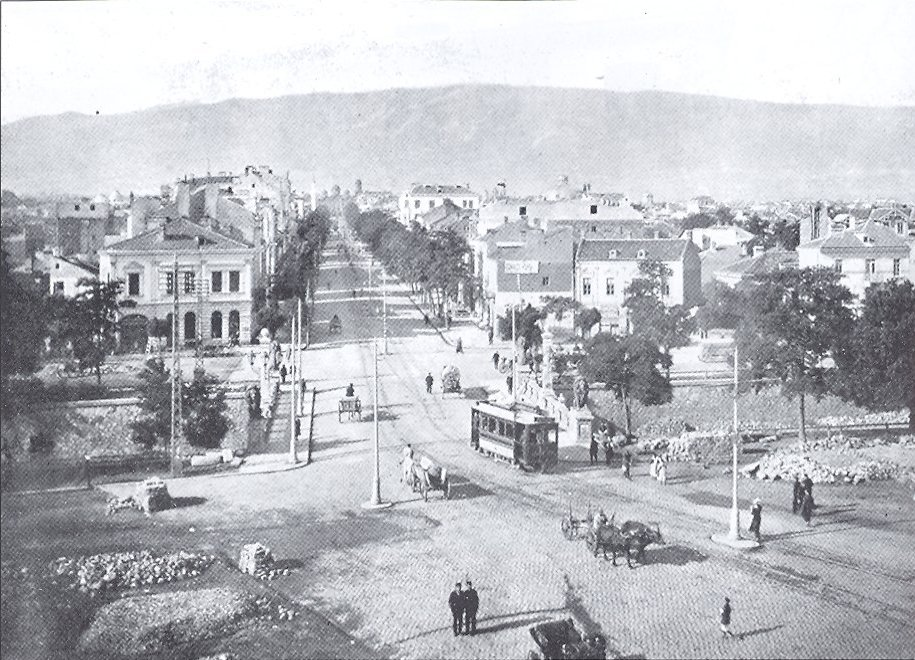
Sofia rond 1910

De oudst bekende naam van Sofia is Serdica of Sardica, naar de Serden, de Thracische stam die hier woonde. Voor een korte tijd in de 4e eeuw v.C. was de stad in handen van Philippus II van Macedonië en diens zoon Alexander de Grote. Rond 29 v.C. werd de stad veroverd door de Romeinen, die haar hernoemden in Ulpia Serdica. Het werd een municipium, of hoofdstad van een administratieve regio, onder keizer Trajanus (98-117). De stad werd uitgebreid met vestingwallen, publieke baden, administratieve en religieuze gebouwen, een basilica en een groot amfitheater, het Bouleutherion. Toen keizer Diocletianus de provincie Dacia verdeelde in Dacia Ripensis (aan de oevers van de Donau) en Dacia Mediterranea, werd Serdica de hoofdstad van deze laatste. De stad kreeg nog verdere uitbreiding, zodat Constantijn de Grote haar mijn Rome kon noemen.

## Middeleeuwen
De Hunnen verwoestten in 447 het Romeinse Serdica, waarna de Byzantijnse keizer Justinianus I de stad als Triaditsa herbouwde. De stad werd veroverd door de Bulgaren en werd een deel van het Eerste Bulgaarse Rijk onder de regering van Khan Krum in 809. De Slavische Bulgaren noemden haar Sredets (= Serdica). Na een reeks belegeringen kwam de stad weer in handen van het Byzantijnse Rijk in 1018. In 1128 kende Sredets een Hongaarse aanval, maar werd opnieuw opgenomen in het Tweede Bulgaarse Rijk ten tijde van tsaar Ivan Asen I. De Bulgaren doopten de stad in 1376 om in Sofia, naar de Sveta Sofia-kerk. De beide namen zouden nog tot in de 16e eeuw door elkaar gebruikt worden.

## Ottomaanse Rijk
Zes jaar later werd de stad (en de rest van het land) bezet door het Ottomaanse Rijk. De Turken zouden bijna vijf eeuwen blijven.

## Hedendaagse Bulgarije
In 1878 namen de Russen tijdens de Russisch-Turkse Oorlog de stad in: Sofia werd na de Turkse nederlaag in 1879 de hoofdstad van het vorstendom Bulgarije. Aanvankelijk was dat alleen de noordelijke helft van het land, omdat Bulgarije in het Verdrag van Berlijn was opgesplitst. Het was toen de derde grootste stad van het land: Roese en Varna waren beide groter. Ook Plovdiv, de hoofdstad van de zuidelijke helft van Bulgarije, toen bekend als Oost-Roemelië, was op dat moment groter.
Vanaf de hereniging van Bulgarije in 1885 zou de stad snel groeien. Tussen 1879 en 1939 nam het inwonertal toe van 20.000 tot 300.000. In de Tweede Wereldoorlog leed Sofia zware schade, waarna de stad in socialistisch realistische stijl werd herbouwd en uitgebreid.